# Cathedral Peak (Park County)
Der Cathedral Peak ist ein Berggipfel im östlichen Teil des Yellowstone-Nationalparks im US-Bundesstaat Wyoming. Sein Gipfel hat eine Höhe von 3282 m. Er ist Teil der Absaroka-Bergkette in den Rocky Mountains und bildet die Grenze des Yellowstone-Nationalparks zum Shoshone National Forest. Er liegt wenige Kilometer nördlich des US Highway 14/16/20.

## Belege
1. ↑  Cathedral Peak - Peakbagger.com. Abgerufen am 17. Dezember 2020.